# Jam skating
Jam skating er en kombination af dans og sport udført på rulleskøjter. Skøjtestilen har sine rødder i traditionel roller disco, men er blevet påvirket af breakdancing, gymnastik og moderne dans. Succesfulde jam skatere er dygtige til disse ting og evner at omsætte bevægelser herfra til skøjteløb
| Sport | Spire Denne artikel om sport er en spire som bør udbygges. Du er velkommen til at hjælpe Wikipedia ved at udvide den. |